# Chenemetneferhedžet III.
| Xnm · t | nfr | HDt | wr · t |

| Xnm · t | nfr | HDt | wr · t |

Chenemetneferhedžet III. byla egyptská královna, manželka faraona Amenemheta III. z 12. dynastie. Byla pohřbena ve pyramidě v Dáhšúru. Její jméno je zatím známé pouze z jedné alabastrové nádoby nalezené v její hrobce.
Její pohřeb byl nalezen vyloupený a bylo nalezeno jen několik málo věcí, které zbyly. Dieter Arnold, který našel její hrobku, původně považoval její jméno pouze za titul Chenemetneferhedžet. Ale není běžné uvést titul a neuvést jméno, a tudíž je Chenemetneferhedžet s největší pravděpodobností její vlastní jméno.